# Agamenon Mendes Pedreira
Agamenon Mendes Pedreira (Pindahyba, século XIX) é um jornalista fictício, personagem criada pelos humoristas brasileiros Hubert e Marcelo Madureira, integrantes do grupo Casseta & Planeta.
Desde 1989, Agamenon tem uma coluna com seu próprio nome no Segundo Caderno do jornal O Globo.
Logo no começo da publicação da Coluna não havia a menção "Humor" e os mais desavisados pensavam tratar-se de um colunista como outro qualquer porém seus textos com segundas — e às vezes terceiras — intenções causavam muitas dúvidas, controvérsias e discussões.
Igualmente, no começo, Agamenon tinha outro sobrenome, Mendes Caldeira, o que provocou pedido dos familiares com esse sobrenome para que se mudasse o mesmo.
Em 2012 foi produzido um filme de comédia relatando sua vida de repórter. Nele, Agamenon é interpretado por Marcelo Adnet como o Agamenon jovem e por Hubert como Agamenon já em idade avançada.
Segundo o enredo do filme As Aventuras de Agamenon, o Repórter, Agamenon nasceu na Pindahyba, subúrbio da Central do Brasil, bem depois de Queimados. Ruy Castro, seu biógrafo não oficial, afirma, no entanto, ter provas do jornalista ter nascido em Jardim Miserê, um lugar bem mais miserável, capital mundial da dengue e da febre aftosa. Agamenon era bisneto, por bastardia, do Barão de Pau Barbado, um escravocrata sanguinário dos tempos do Império e do Brasil Colônia, e de uma de suas escravas.